# Дуб вільнянський (пам'ятка природи)
Дуб вільня́нський — ботанічна пам'ятка природи місцевого значення в Україні. Розташована в межах Коропського району Чернігівської області, в селі Вільне. 
Площа 0,01 га. Статус присвоєно згідно з рішенням Чернігівського облвиконкому від 10.06.1972 року № 303; від 27.12.1984 року № 454; від 28.08.1989 року № 164. Перебуває у віданні: Вільненська сільська рада. 
Статус присвоєно для збереження одного екземпляра дуба віком бл. 400 років. 